# Alfred Trollip
Alfred Ernest Grey Trollip (né le 16 juillet 1895 et mort le 12 mars 1972) est un homme politique sud-africain issu de la communauté blanche anglophone, membre du parti uni (1938-1961) puis du parti national (à partir de 1961), membre du conseil provincial du Transvaal puis membre du parlement national pour les circonscriptions de Brakpan (1938-1953) et de Bezuidenhout (1953-1958).

Après avoir été administrateur de la province du Natal de 1958 à 1961, A.E.Trollip revint au parlement en tant que sénateur et devint l'un des deux premiers membres non afrikaners d'un gouvernement sud-africain dirigé par le parti national, au pouvoir depuis 1948. Au sein du gouvernement Verwoerd, Trollip fut ministre de l'immigration et de l'emploi (1961-1966) puis ministre de l'immigration et des affaires indiennes de 1966 à 1968 dans le gouvernement de John Vorster.